# Arsia Mons
Arsia Mons – najbardziej wysunięty na południe wulkan tarczowy formacji Tharsis Montes w regionie Tharsis na Marsie, jedyny położony na południe od równika.
Spłaszczony stożek tego wulkanu wznosi się ponad 9 km nad otaczającą wyżyną, zaś średnica jego kaldery to około 110 km.
Decyzją Międzynarodowej Unii Astronomicznej w 1973 roku nazwa tego obszaru pochodzi od Arsia Silva, cechy albedo nazwanej od lasu leżącego nieopodal Rzymu.

## Linki zewnętrzne

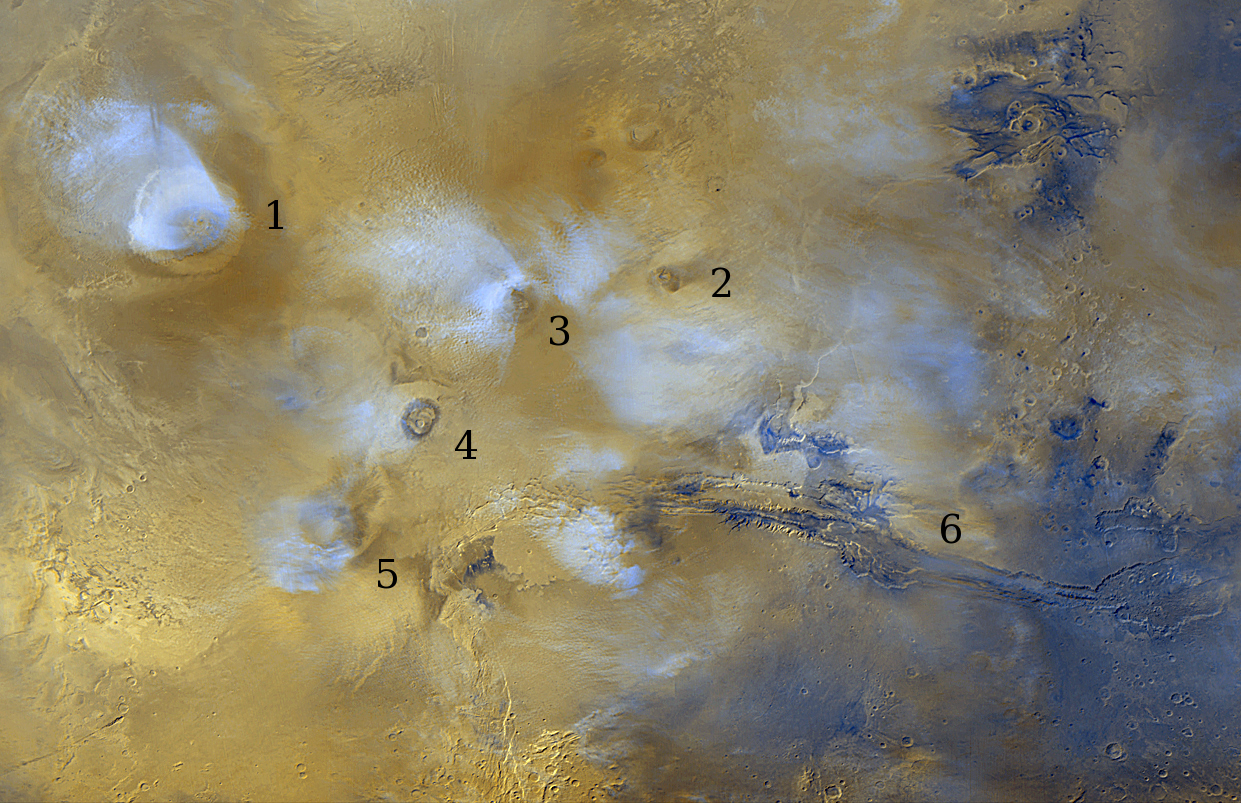
Mapa regionu Tharsis: 1. Olympus Mons
2. Tharsis Tholus
3. Ascraeus Mons
4. Pavonis Mons
5. Arsia Mons
6. Valles Marineris